# Parachaos
Parachaos – rodzaj ameb należących do supergrupy Amoebozoa w klasyfikacji Cavaliera-Smitha.
Należą tutaj następujące gatunki:
- Parachaos zoochlorellae (Willumsen, 1982) Willumsen, Siemensma et Suhr-Jessen, 1987[3]